# Koło Senackie Niezależni i Samorządni
Koło Senackie Niezależni i Samorządni – koło senackie działające w Senacie XI kadencji.

## Historia
Koło powstało na początku XI kadencji Senatu, 13 listopada 2023. Zrzeszyło senatorów, którzy uzyskali mandaty w wyborach parlamentarnych w 2023, kandydując z własnych komitetów wyborczych w ramach tzw. paktu senackiego. Zastąpiło funkcjonujące w poprzednich kadencjach Koło Senatorów Niezależnych. Przewodniczącym KS NiS został Krzysztof Kwiatkowski, który jednak w lutym 2024 przeszedł do klubu Koalicji Obywatelskiej.

## Członkowie
- Andrzej Dziuba
- Zygmunt Frankiewicz (przewodniczący koła od 6 marca 2024)
- Wadim Tyszkiewicz

Były:
- Krzysztof Kwiatkowski (przewodniczący koła) – do 21 lutego 2024, przeszedł do Koalicji Obywatelskiej